# Franskbaserade kreolspråk

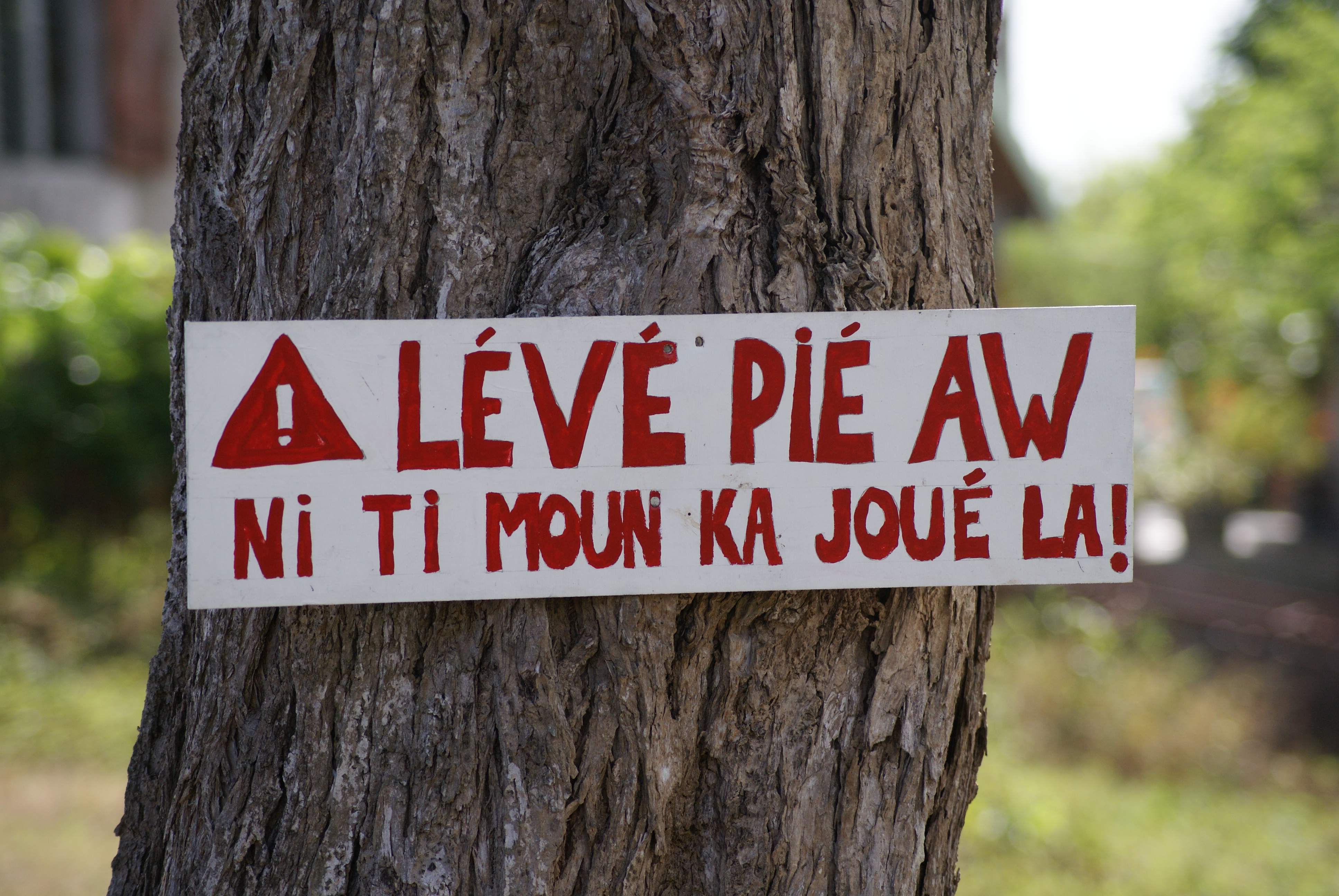
Vägskylt i ett bostadsområde in Guadeloupe. "Sakta ner. Lekande barn."

Franskbaserade kreolska språk hämtar sitt ordförråd huvudsakligen från franska. Kreolspråk började bildas på 1500-talet ur de pidginspråk, som användes mellan kolonisterna och de koloniserade. Efter användning under flera generationer blir kreolspråket fullständigt med vokabulär och grammatik.

## Klassindelning
Kreolspråket indelas i olika grupper efter geografiska områden.
- USA
  - Louisiansk kreol
- Franska Karibien
  - Haitisk kreol[2][a].
  - Guadeloupisk kreol
  - Dominikisk kreol
  - Martinikisk kreol
  - Luciansk kreol
  - Trinidadisk kreol
  - Guyanansk kreol
- Indiska oceanen
  - Seychellisk kreol
  - Reunionisk kreol
  - Mauritisk kreol
- Stilla havet
  - Tayo

## Kreolspråkets relation till franskan
Forskare har studerat franska kreolspråks relation till moderspråket. Psykiatrikern och revolutionären Frantz Fanon växte upp på Martinique, i ett samhälle som var präglat av ”radikal rasmässig ojämlikhet”. Han fann att kreolspråket var ett andra klassens språk i förhållande till franskan. För att slippa rasistiska kränkningar måste invånare i före detta franska kolonier lära sig att tala perfekt franska.